# Estação Johns Hopkins Hospital

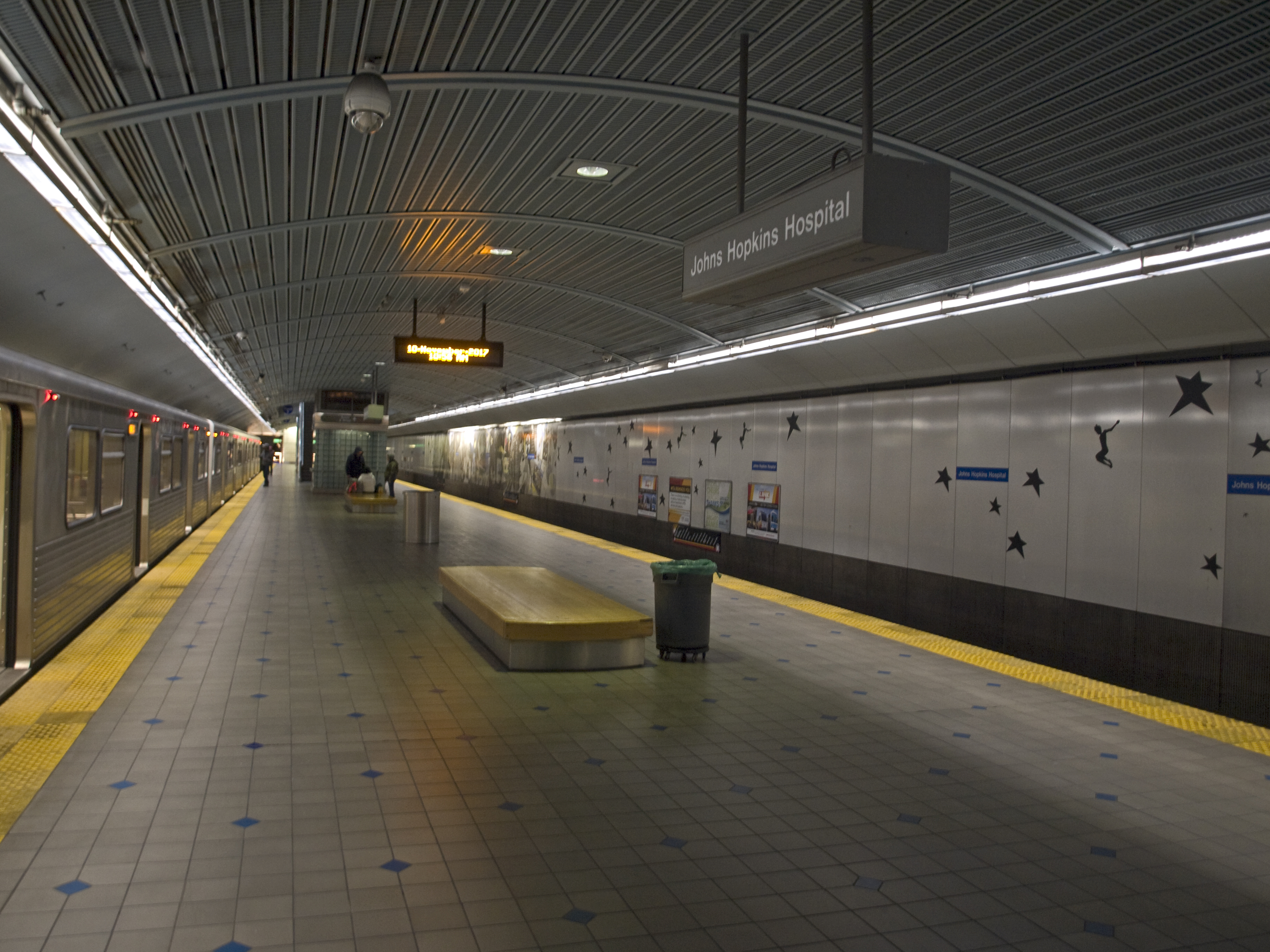
Estação

Johns Hopkins Hospital é uma estação metroviária terminal da linha unica do Metrô de Baltimore (linha verde). 
A estação foi inaugurada em 1995. Atende o Johns Hopkins Bayview Medical Campus.

## Ligação externa
- The MTA's Metro Subway page